# 2019년 센트럴 리그 클라이맥스 시리즈
2019년 센트럴 리그 클라이맥스 시리즈(일본어: 2019年のセントラル・リーグクライマックスシリーズ, 영어: 2019 Central League Climax Series)는 2019년 10월에 개최된 일본 프로 야구 센트럴 리그의 클라이맥스 시리즈 경기이다.

## 개요
이 대회는 SMBC 일본 시리즈 2019 출전권을 내건 플레이오프 토너먼트이다.

### 퍼스트 스테이지
2019년도 정규 시즌 2위 팀인 요코하마 DeNA 베이스타스가 3위 팀인 한신 타이거스와의 3전 2선승제로 치렀고, 승리팀인 한신은 파이널 스테이지에 진출했다. 또한 퍼스트 스테이지에서는 가나가와현 요코하마시에 위치한 가전 양판점 노지마의 특별 협찬으로 ‘2019 Nojima 클라이맥스 시리즈 센트럴 퍼스트 스테이지’(2019Nojimaクライマックスシリーズ・セ・ファーストステージ)라는 이름으로 진행됐다.
요코하마 스타디움에서 클라이맥스 시리즈가 열리는 것은 처음이다. 이로써 센트럴 리그 전체 6구단 홈구장에서 클라이맥스 시리즈를 치르게 됐다.
- 일시 : 10월 5일부터 10월 7일
- 구장 : 요코하마 스타디움
- 경기 개시 시간 :[1]
  - 10월 5일(1차전)·10월 6일(2차전) : 14:00
  - 10월 7일(3차전) : 18:00

### 파이널 스테이지
2019년도 정규 시즌 시즌 1위 팀인 요미우리 자이언츠(어드밴티지 1승이 미리 주어진다)와 퍼스트 스테이지 승리팀인 한신 타이거스와 6전 4선승제로 치렀고, 승리팀인 요미우리는 SMBC 일본 시리즈 2019의 출전권을 얻었다. 특히 이 시리즈에는 신주쿠에 본사를 둔 경비 회사인 세논의 특별 협찬으로 ‘2019 세논 클라이맥스 시리즈 센트럴 파이널 스테이지’(2019セノン クライマックスシリーズ・セ ファイナルステージ)라는 이름으로 개최됐다. 도쿄 돔에서의 개최는 2016년 퍼스트 스테이지 이후 3년 만이며 파이널 스테이지에서는 2014년 이후 5년 만에 열렸다.
또한 10월 12일은 태풍 19호 접근의 영향으로 관객의 안전을 고려해서 취소하기로 결정했다.
- 일시 : 10월 9일부터 10월 13일
- 구장 : 도쿄 돔
- 경기 개시 시간 :[4]
  - 10월 9일(1차전)·10월 10일(2차전)·10월 11일(3차전) : 18:00
  - 10월 13일(4차전) : 15:30

## 클라이맥스 시리즈 참가 팀 및 감독
| 팀 순위       | 소속                     | 감독            | 정규시즌 성적 |
| ------------- | ------------------------ | --------------- | ------------- |
| 정규 리그 1위 | 요미우리 자이언츠        | 하라 다쓰노리   | 77승 2무 64패 |
| 정규 리그 2위 | 요코하마 DeNA 베이스타스 | 알렉스 라미레스 | 71승 3무 69패 |
| 정규 리그 3위 | 한신 타이거스            | 야노 아키히로   | 69승 6무 68패 |

### 대진표
|  | 퍼스트 스테이지(준결승) | 퍼스트 스테이지(준결승) |                                 |       | 파이널 스테이지(결승) | 파이널 스테이지(결승) |
|  |                         |                         |                                 |       |                       |                       |
|  |                         |                         |                                 |       |                       |                       |
|  |                         |                         |                                 |       |                       |                       |
|  |                         |                         |                                 |       |                       |                       |
|  |                         |                         | (6전 4선승제) 도쿄 돔           |       |                       |                       |
|  |                         |                         |                                 |       |                       |                       |
|  | 요미우리(CL 우승)       | ☆○○●○                   |                                 |       |                       |                       |
|  | 요미우리(CL 우승)       | ☆○○●○                   | (3전 2선승제) 요코하마 스타디움 |       |                       |                       |
|  |                         |                         | 한신                            | ★●●○● |                       |                       |
|  | DeNA(CL 2위)            | ●○●                     | 한신                            | ★●●○● |                       |                       |
|  | DeNA(CL 2위)            | ●○●                     |                                 |       |                       |                       |
|  | 한신(CL 3위)            | ○●○                     |                                 |       |                       |                       |
|  | 한신(CL 3위)            | ○●○                     |                                 |       |                       |                       |
|  |                         |                         |                                 |       |                       |                       |
|  |                         |                         |                                 |       |                       |                       |
|  |                         |                         |                                 |       |                       |                       |
|  |                         |                         |                                 |       |                       |                       |

- ☆·★ = 파이널 스테이지 어드밴티지 부여에 따라 우선 승패를 나눠 가져감.

## 경기 일정

### 퍼스트 스테이지
- 1차전 : 10월 5일
- 2차전 : 10월 6일
- 3차전 : 10월 7일

### 파이널 스테이지
- 1차전 : 10월 9일
- 2차전 : 10월 10일
- 3차전 : 10월 11일
- 4차전 : 10월 13일

## 경기 결과

### 퍼스트 스테이지

#### 경기 기록
| 일시                  | 경기  | 원정팀(선공)  | 스코어 | 홈팀(후공)               | 개최 구장         |
| --------------------- | ----- | ------------- | ------ | ------------------------ | ----------------- |
| 10월 5일(토)          | 1차전 | 한신 타이거스 | 8 - 7  | 요코하마 DeNA 베이스타스 | 요코하마 스타디움 |
| 10월 6일(일)          | 2차전 | 한신 타이거스 | 4 - 6  | 요코하마 DeNA 베이스타스 | 요코하마 스타디움 |
| 10월 7일(월)          | 3차전 | 한신 타이거스 | 2 - 1  | 요코하마 DeNA 베이스타스 | 요코하마 스타디움 |
| 승리팀: 한신 타이거스 |       |               |        |                          |                   |

#### 1차전
- 10월 5일 - 요코하마 스타디움

| 팀 | 1 | 2 | 3 | 4 | 5 | 6 | 7 | 8 | 9 | R | H  | E |
| 한신 | 0 | 0 | 0 | 1 | 0 | 0 | 4 | 3 | 0 | 8 | 12 | 0 |
| DeNA | 3 | 0 | 0 | 0 | 4 | 0 | 0 | 0 | 0 | 7 | 14 | 0 |
| 승리 투수: 라파엘 도리스(1-0) 패전 투수: 에드윈 에스코바(0-1) 세이브: 후지카와 규지(1S) 홈런: 한신 – 호조 후미야(7회 3점) DeNA – 쓰쓰고 요시토모(1회 3점) |   |   |   |   |   |   |   |   |   |   |    |   |

#### 2차전
- 10월 6일 - 요코하마 스타디움

| 팀 | 1 | 2 | 3 | 4 | 5 | 6 | 7 | 8 | 9  | R | H  | E |
| 한신 | 0 | 0 | 0 | 0 | 2 | 1 | 0 | 0 | 1  | 4 | 10 | 0 |
| DeNA | 2 | 0 | 1 | 0 | 0 | 1 | 0 | 0 | 2X | 6 | 11 | 1 |
| 승리 투수: 야마사키 야스아키(1-0) 패전 투수: 이와자키 스구루(0-1) 홈런: 한신 – 후쿠도메 고스케(9회 1점) DeNA – 호세 셀레스티노 로페스(1회 2점), 쓰쓰고 요시토모(3회 1점), 오토사카 도모(9회 2점) |   |   |   |   |   |   |   |   |    |   |    |   |

#### 3차전
- 10월 7일 - 요코하마 스타디움

| 팀                                                                                      | 1 | 2 | 3 | 4 | 5 | 6 | 7 | 8 | 9 | R | H | E |
| 한신                                                                                    | 0 | 0 | 0 | 0 | 0 | 1 | 0 | 1 | 0 | 2 | 9 | 1 |
| DeNA                                                                                    | 0 | 0 | 0 | 0 | 0 | 0 | 1 | 0 | 0 | 1 | 4 | 1 |
| 승리 투수: 라파엘 도리스(2-0) 패전 투수: 에드윈 에스코바(0-2) 세이브: 후지카와 규지(2S) |   |   |   |   |   |   |   |   |   |   |   |   |

### 파이널 스테이지

#### 경기 기록
| 일시                      | 경기                       | 원정팀(선공)               | 스코어                     | 홈팀(후공)                 | 개최 구장 |
| ------------------------- | -------------------------- | -------------------------- | -------------------------- | -------------------------- | --------- |
| 어드밴티지                | 어드밴티지                 | 한신 타이거스              |                            | 요미우리 자이언츠          |           |
| 10월 9일(수)              | 1차전                      | 한신 타이거스              | 2 - 5                      | 요미우리 자이언츠          | 도쿄 돔   |
| 10월 10일(목)             | 2차전                      | 한신 타이거스              | 0 - 6                      | 요미우리 자이언츠          | 도쿄 돔   |
| 10월 11일(금)             | 3차전                      | 한신 타이거스              | 7 - 6                      | 요미우리 자이언츠          | 도쿄 돔   |
| 10월 12일(토)             | 태풍 19호 북상에 의한 취소 | 태풍 19호 북상에 의한 취소 | 태풍 19호 북상에 의한 취소 | 태풍 19호 북상에 의한 취소 | 도쿄 돔   |
| 10월 13일(일)             | 4차전                      | 한신 타이거스              | 1 - 4                      | 요미우리 자이언츠          | 도쿄 돔   |
| 승리팀: 요미우리 자이언츠 |                            |                            |                            |                            |           |

#### 1차전
- 10월 9일 - 도쿄 돔

| 팀 | 1 | 2 | 3 | 4 | 5 | 6 | 7 | 8 | 9 | R | H | E |
| 한신 | 0 | 0 | 0 | 1 | 0 | 0 | 0 | 0 | 1 | 2 | 6 | 0 |
| 요미우리 | 2 | 3 | 0 | 0 | 0 | 0 | 0 | 0 | X | 5 | 6 | 0 |
| 승리 투수: 야마구치 슌(1-0) 패전 투수: 모치즈키 아쓰시(0-1) 세이브: 다구치 가즈토(1S) 홈런: 요미우리 – 마루 요시히로(1회 1점), 오카모토 가즈마(1회 1점) |   |   |   |   |   |   |   |   |   |   |   |   |

#### 2차전
- 10월 10일 - 도쿄 돔

| 팀 | 1 | 2 | 3 | 4 | 5 | 6 | 7 | 8 | 9 | R | H  | E |
| 한신 | 0 | 0 | 0 | 0 | 0 | 0 | 0 | 0 | 0 | 0 | 3  | 1 |
| 요미우리                                                                                                 | 1 | 0 | 0 | 2 | 2 | 0 | 0 | 1 | X | 6 | 11 | 1 |
| 승리 투수: C. C. 메르세데스(1-0) 패전 투수: 다카하시 하루토(0-1) 홈런: 요미우리 – 알렉스 게레로(4회 2점) |   |   |   |   |   |   |   |   |   |   |    |   |

#### 3차전
- 10월 11일 - 도쿄 돔

| 팀 | 1 | 2 | 3 | 4 | 5 | 6 | 7 | 8 | 9 | R | H  | E |
| 한신 | 0 | 0 | 1 | 0 | 5 | 0 | 0 | 0 | 1 | 7 | 12 | 0 |
| 요미우리 | 0 | 0 | 3 | 1 | 2 | 0 | 0 | 0 | 0 | 6 | 9  | 1 |
| 승리 투수: 후지카와 규지(1-0) 패전 투수: 나카가와 고타(0-1) 홈런: 한신 – 우메노 류타로(3회 1점), 오야마 유스케(9회 1점) 요미우리 – 요 다이칸(4회 1점), 오카모토 가즈마(5회 2점) |   |   |   |   |   |   |   |   |   |   |    |   |

#### 4차전
- 10월 13일 - 도쿄 돔

| 팀 | 1 | 2 | 3 | 4 | 5 | 6 | 7 | 8 | 9 | R | H | E |
| 한신 | 0 | 1 | 0 | 0 | 0 | 0 | 0 | 0 | 0 | 1 | 2 | 0 |
| 요미우리 | 0 | 0 | 0 | 0 | 1 | 1 | 2 | 0 | X | 4 | 7 | 1 |
| 승리 투수: 오타케 간(1-0) 패전 투수: 니시 유키(0-1) 세이브: 루비 데 라 로사(1S) 홈런: 요미우리 – 오카모토 가즈마(5회 1점), 알렉스 게레로(7회 2점) |   |   |   |   |   |   |   |   |   |   |   |   |

## 수상 선수
- 클라이맥스 시리즈 MVP : 오카모토 가즈마(요미우리)

## 같이 보기
- 2019년 퍼시픽 리그 클라이맥스 시리즈
- 2019년 일본 시리즈